# Verzorgingsplaats De Andel
Verzorgingsplaats De Andel is een verzorgingsplaats in Europees Nederland gelegen aan de A12 Den Haag-Beek tussen afritten 11 en 12 nabij Gouda op de grens van de gemeenten Bodegraven-Reeuwijk en Gouda.
Vanwege de centrale ligging tussen Utrecht, Den Haag en Rotterdam wordt deze verzorgingsplaats veel gebruikt als verzamelpunt voor mensen die samen verder rijden. De gemeente Bodegraven-Reeuwijk zou de verzorgingsplaats ook graag zien als Toeristisch Overstappunt (TOP) van waaruit recreanten naar toeristische plekken in de omgeving kunnen wandelen en fietsen door het Groene Hart en richting de Reeuwijkse plassen. Op deze manier kan de gemeente in economische zin meer profiteren van de A12.
In de nacht van 3 op 4 september 2016 is het tankstation volledig afgebrand. Op 3 maart 2017 is het tankstation heropend met een Starbucks-vestiging.
Richting Beek:
De Andel · 
Bijleveld · 
De Forten · 
Bloemheuvel · 
De Buunderkamp · 
Oudbroeken · 
Bergh
Richting Den Haag:
Bergh · 
Aalburgen · 
De Schaars · 
't Ginkelse Zand · 
Oudenhorst · 
Hellevliet · 
Bodegraven · 
Knorrestein